# Peter Mullan

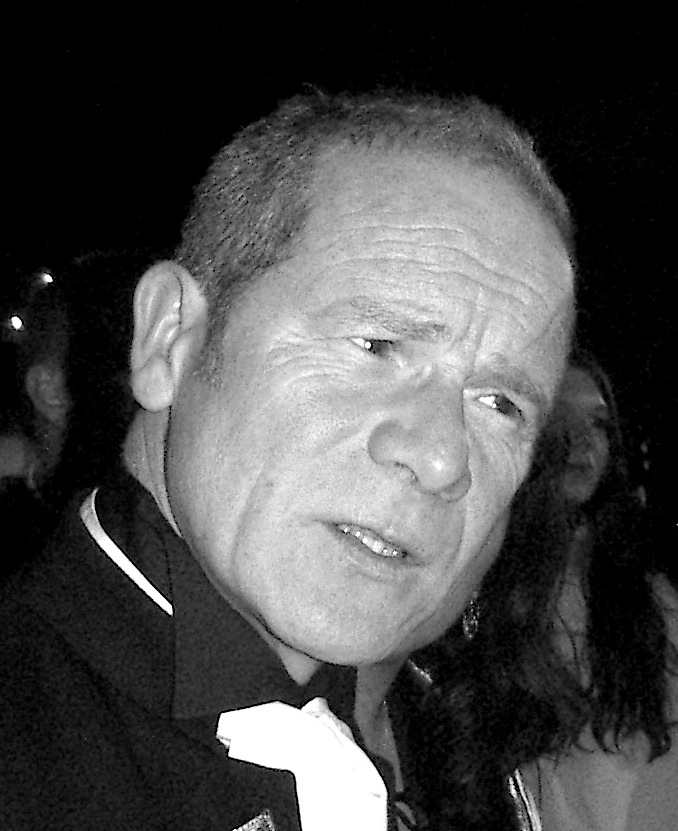
Peter Mullan (2005)

Peter Mullan (* 2. November 1959 in Peterhead, Schottland) ist ein schottischer Schauspieler und Regisseur.

## Karriere
Mullan ist das sechste von acht Kindern einer Großfamilie der Arbeiterklasse. Sein Vater arbeitete an der University of Glasgow als Techniker. Zuerst in seiner Geburtsstadt Peterhead wohnhaft, zog die Familie später in den Süden von Glasgow. Mullans Kindheit war durch seinen alkoholabhängigen, tyrannischen Vater negativ geprägt und so schloss er sich als Jugendlicher einer kriminellen Straßengang an. Zunächst jobbte er als Türsteher. Nach dem Tode seines Vaters begann Mullan ein Studium in Geschichte und Drama an der Universität von Glasgow.
An der Universität begann er mit der Schauspielerei und setzte diese Tätigkeit nach dem Abschluss fort. In den 1990er Jahren trat Mullan hauptsächlich in Nebenrollen in Erscheinung, unter anderem in Braveheart von Mel Gibson und Trainspotting von Danny Boyle. Der endgültige Durchbruch gelang ihm 1998 mit dem Sozialdrama Mein Name ist Joe von Ken Loach. Für diese Rolle wurde er beim Festival in Cannes 1998 als bester Schauspieler ausgezeichnet und außerdem für den Europäischen Filmpreis nominiert.
Seither ist er sowohl in Europa als auch in Hollywood ein gefragter Charakterdarsteller und trat in mehreren weiteren Filmen, öfter auch in Hauptrollen, in Erscheinung. Als Regisseur hat er für den Film Die unbarmherzigen Schwestern, für den er auch am Drehbuch mitschrieb, bei den Internationalen Filmfestspielen von Venedig 2002 einen Goldenen Löwen in Empfang genommen. Im Jahr 2010 spielte Mullan in Harry Potter und die Heiligtümer des Todes – Teil 1 den Todesser Yaxley, den er auch 2011 in Harry Potter und die Heiligtümer des Todes – Teil 2 wieder verkörperte.
Sein Schaffen umfasst mehr als 75 Film- und Fernsehproduktionen.

## Privates
Als Marxist war Mullan eine führende Persönlichkeit einer linken Theaterbewegung in Schottland und übte Kritik an der Regierung Tony Blairs. 2009 war er mit vielen anderen Schauspielern an einem Protest gegen die BBC beteiligt aufgrund deren Weigerung, dem Krisengebiet Gaza Spenden zukommen zu lassen. Er ist ein bekennender Anhänger des Fußballvereins Celtic FC.
Peter Mullan war von 1989 bis 2006 mit Ann Swan verheiratet. Sie haben drei gemeinsame Kinder. Von 2007 bis 2011 lebte er mit Robina Qureshi zusammen. Sie haben eine gemeinsame Tochter.
Seit 2012 ist Mullan mit der neuseeländischen Schauspielerin Robyn Malcolm liiert.

## Filmografie (Auswahl)

### Schauspieler
- 1995: Braveheart
- 1996: Trainspotting – Neue Helden (Trainspotting)
- 1998: Mein Name ist Joe (My Name Is Joe)
- 1999: Miss Julie
- 1999: Mauvaise passe
- 2000: Ein ganz gewöhnlicher Dieb – Ordinary Decent Criminal (Ordinary Decent Criminal)
- 2000: Das Reich und die Herrlichkeit (The Claim)
- 2001: Session 9
- 2003: Young Adam
- 2004: Gauner unter sich (Criminal)
- 2004: An einem klaren Tag (On a Clear Day)
- 2005: Cargo
- 2006: True North
- 2006: Children of Men
- 2007: Die letzte Legion (The Last Legion)
- 2007: The Trial of Tony Blair
- 2007: Boy A
- 2009: Yorkshire Killer (Red Riding, Fernsehfilm)
- 2010: Harry Potter und die Heiligtümer des Todes – Teil 1 (Harry Potter and the Deathly Hallows – Part 1)
- 2011: Harry Potter und die Heiligtümer des Todes – Teil 2 (Harry Potter and the Deathly Hallows – Part 2)
- 2011: Tyrannosaur – Eine Liebesgeschichte (Tyrannosaur)
- 2011: Gefährten (War Horse)
- 2012: The Fear (Miniserie)
- 2012: Last Hitman (The Liability)
- 2013: Top of the Lake
- 2013: Enemies – Welcome to the Punch (Welcome to the Punch)
- 2014: Hercules
- 2014: Olive Kitteridge (Miniserie)
- 2015: Sunset Song
- 2017: Feinde – Hostiles (Hostiles)
- 2017: Gunpowder
- 2017–2018: Ozark (Fernsehserie, 20 Folgen)
- 2018: Westworld (Fernsehserie, 4 Folgen)
- 2018: Mogli: Legende des Dschungels (Mowgli: Legend of the Jungle, Stimme)
- 2018: Keepers – Die Leuchtturmwärter (The Vanishing)
- 2020: The North Water (Fernsehserie, 2 Folgen)
- 2020: Cursed – Die Auserwählte (Cursed, Fernsehserie, 9 Folgen)
- 2021: The Underground Railroad (Fernsehserie)
- 2022–2024: Der Herr der Ringe: Die Ringe der Macht (The Lord of the Rings: The Rings of Power, Fernsehserie, 9 Folgen)
- 2023: Baghead

### Regie
- 1993: Close (Kurzfilm)
- 1995: Good Day for the Bad Guys (Kurzfilm)
- 1995: Fridge (Kurzfilm)
- 1996–1997: Cardiac Arrest (Fernsehserie)
- 1998: Orphans
- 2002: Die unbarmherzigen Schwestern (The Magdalene Sisters)
- 2010: Gangs of Glasgow (Neds)